# Spielturm

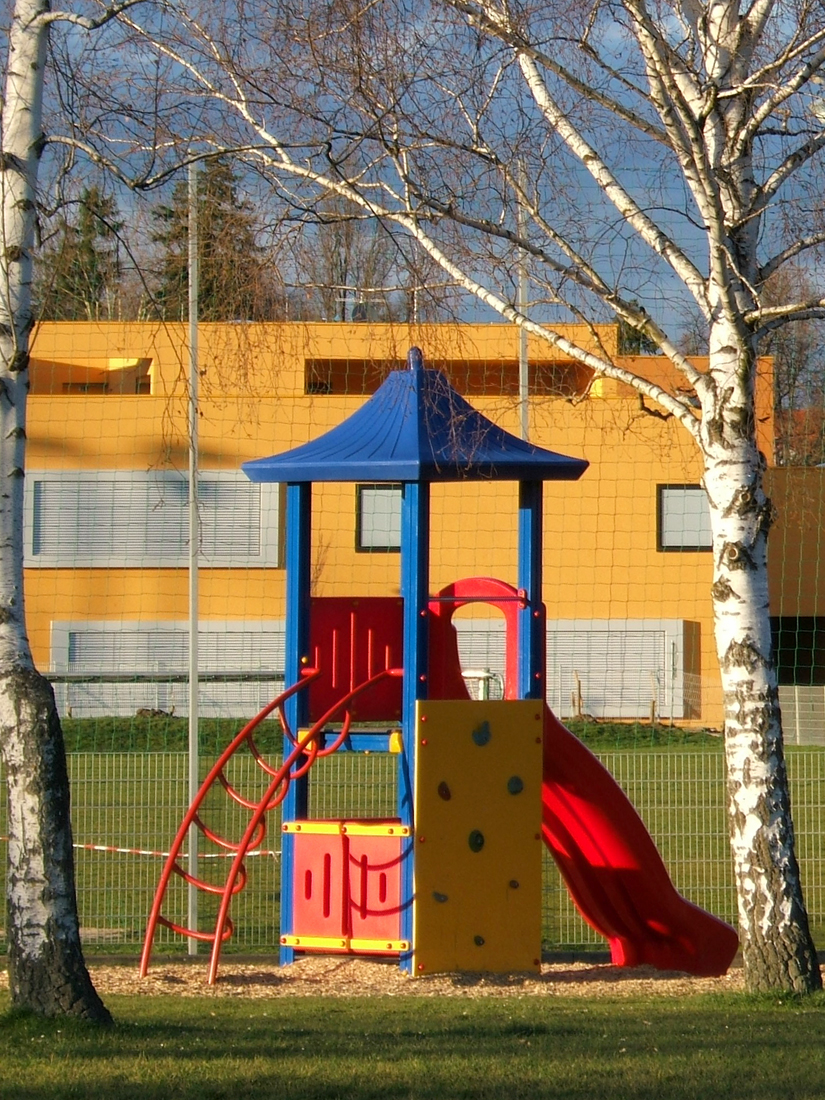
Kleines Modell

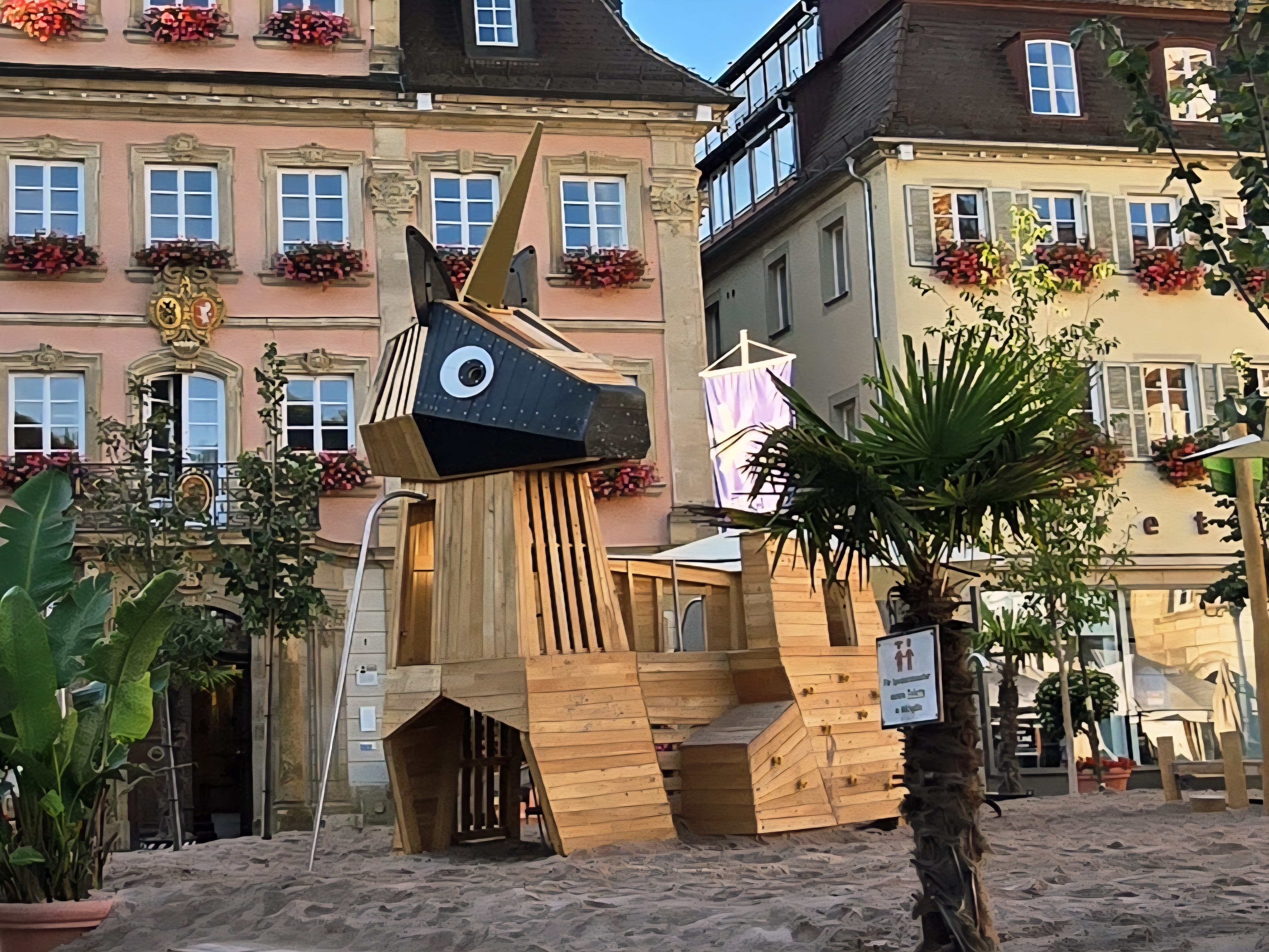
Spielturm Thema Einhorn in Schwäbisch Gmünd

Ein Spielturm ist ein Spielplatzgerät. Er besteht meist aus verschiedenen Modulen, z. B. einem Stelzenhaus mit Dach, Schaukel, Kletterwand, Kletterstege, Kletterleiter und Rutsche. 

## Beschreibung
Das klassische Grundmodell des Spielturms besteht aus vier Pfosten mit einem Spielpodest mit ein bis zwei Ebenen. Er hat meist ein Dach aus PE-Folie oder Holz. Eine Leiter bildet den Zugang zum Podest. Die meisten Modelle eines Grundturms sind beliebig erweiterbar. Anbauelemente sind beispielsweise Balkone für das Podest, ein Schaukelanbau mit ein bis zwei Schaukelplätzen, Kletternetz im Holzrahmen, Knotenseil, Sandkasten und Sprossenwand. Auch themenbezogene Spieltürme sind möglich.

## Sicherheit
Spieltürme, die im öffentlichen Bereich eingesetzt werden und nach der EN 1176 geprüft sind, unterscheiden sich von den Türmen für den privaten Bereich, für die die EN 71 maßgeblich ist. Es werden dickere Pfosten und statt Seilen Ketten verbaut, um eine Verletzungsgefahr auszuschließen. Außerdem ist bei den Spieltürmen des öffentlichen Bereichs eine Abnahme des Aufbaus durch eine Zertifizierungsstelle erforderlich. In jedem weiteren Jahr muss eine weitere Untersuchung stattfinden.

## Zubehör
Für den sensiblen Bereich beim Rutschenauslauf, dem Untergrund der diversen Klettermöglichkeiten und der Schwingreichweite der Schaukeln gibt es spezielle Fallschutzmatten. So wird bei einem Sturz der Körper des Kindes geschützt. Weiteres Zubehör besteht zum Beispiel aus Flaggenmasten, Blumenkästen oder unterschiedlichen Schaukelsitzen.